# Antoni Jarosz
Antoni Jarosz (ur. 1 września 1938 w Rozborzu, zm. 3 maja 2019) – polski ekonomista, nauczyciel akademicki, profesor doktor habilitowany nauk ekonomicznych.

## Życiorys
W 1964 ukończył studia na Akademii Rolniczej w Szczecinie. W 1972 obronił doktorat, a w 1978 habilitował się w Wyższej Szkole Nauk Społecznych przy Komitecie Centralnym PZPR. W 1992 otrzymał tytuł naukowy profesora.
W latach 1988–1994 zorganizował i kierował Katedrą Ekonomiki i Organizacji Turystyki Akademii Wychowania Fizycznego w Krakowie. Do 2005 był kierownikiem Katedry Ekonomii i Historii Myśli Ekonomicznej filii Katolickiego Uniwersytetu Lubelskiego w Tomaszowie Lubelskim. Pełnił także funkcje: kierownika Katedry Ekonomii na Wydziale Zarządzania i Marketingu Politechniki Rzeszowskiej oraz dyrektora Akademii Polonijnej. Wykładał również na Akademii Rolniczej w Lublinie, Wyższej Szkole Gospodarczej w Przemyślu oraz w Wyższej Szkole Humanistyczno-Przyrodniczej w Sandomierzu.
W 1998 był twórcą Państwowej Wyższej Szkoły Zawodowej w Jarosławiu, a następnie objął funkcję jej rektora. 
Uhonorowany tytułem doktora honoris causa Uniwersytetu Lwowskiego.
W wyborach parlamentarnych w 2005 bez powodzenia kandydował do Senatu z ramienia Stronnictwa Ludowego „Ojcowizna” w okręgu krośnieńskim. W tym samym roku został odwołany z funkcji rektora PWSZ w związku z aresztowaniem pod zarzutem korupcji. Spędził w areszcie śledczym 333 dni. W 2008 roku skazany za spowodowanie dwóch wypadków samochodowych, finansowanie z pieniędzy uczelni kampanii do Senatu, nakłanianie do fałszywych zeznań, wykorzystanie seksualne. W 2012 roku oskarżony o groźby pod adresem sędzi.
Był autorem ponad dwudziestu książek i około 400 prac naukowych. W 2002 otrzymał złotą odznakę „Za zasługi dla miasta Jarosławia”.